# La Independencia
La Independencia là một đô thị thuộc bang Chiapas, México. Năm 2005, dân số của đô thị này là 36951 người.